# Deathstars
Deathstars este o formație suedeză de metal industrial, fondată în Stockholm în ianuarie 2000. Sunt cunoscuți pentru stilul versurilor sumbre (care exprima groaza si teroare si care contin comentarii sociale de tip mizantropic si pesimist), vestimentația scenică si aspectul fizic care corespund stilului gotic,. Au lansat până acum trei albume de studio:  Synthetic Generation (2002 în Europa și 2003 în America de Sud și Nord); Termination Bliss (2006) și  Night Electric Night (2009).  Deathstars au sprijinit concerte live pentru formații ca Korn și Cradle of Filth, aceasta fiind una din trupele de la care Deathstars s-a inspirat. Formația conține membrii din Swordmaster, un proiect de black metal cu membrii din Dissection și Ophthalamia. Membrii actuali sunt Whiplasher Bernadotte (vocale); Nightmare Industries (chitară și orgă); Skinny Disco (chitară bas, vocale pe fundal); Bone W Machine (tobe) și Cat Casino (chitară).

## Istorie

### Formarea și albumul Synthetic Generation (2000–2003)
Membrii formației se cunoșteau de când erau mici deoarece toți au crescut în Stockholm. Deathstars este, într-un fel, o formație metamorfozată a versiunii Swordmaster din 1993, alături de toboșarul Ole Öhman (Bone W Machine) din Dissection și chitaristul Emil Nödtveidt (Nightmare Industries). Liderii sunt Andreas Bergh (Whiplasher Bernadotte) și chitaristul Erik Halvorsen (Beast X Electric). Prin albumul Synthetic Generation aceștia și-au schimbat radical imaginea și stilul muzical. Conform unui interviu al lui Nightmare Industries, numele Deathstars nu se referă la Death Star din Star Wars. Formația Kiss a fost o inspirație târzie, dar au fost comparați cu Rammstein, The Kovenant și Marilyn Manson. Synthetic Generation a fost lansat pe data de martie 2002 în Suedia la LED Recordings. Fiind un membru Deathstars ce interpreta doar live, Jonas Kangur (Skinny Disco) a devenit membru oficial pe 1 octombrie 2003. Înainte ca Synthetic Generation să fie lansat, câteva demo-uri au fost înregistrate, două dintre ele fiind disponibile pe internet: „Razor End” și „Black Medicine”. Razor End conține vocale puternice feminine, ceva neobișnuit, iar 'Black Medicine având părți din melodiile The Last Ammunition, Tongues și Blitzkrieg de pe Termination Bliss.

### Termination Bliss (2004–2006)
Planurile celui de-al doilea album în iunie 2004 au fost întârziate deoarece, în timpul întoarcerii de la festivalul Wave Gotik Treffen din Leipzig, Germania, formației Deathstars le-au fost furate din autobuz lucruri în valoare de 15,000 $. Aceștia au început înregistrările în târziul anului 2005, la studiourile Black Syndicate.  Emil Nodtveidt și basistul Skinny  i-au ajutat pe cei de la Dissection cu albumul Reinkaos. Albumul Termination Bliss a fost lansat în ianuarie 2006. Versiuni limitate cu un remix „Driven On” a melodiei „Blitzkrieg” de Mortiis. Formația i-a sprijinit pe cei de la Cradle of Filth în turul lor prin Europa în 2006. În septembrie 2006, website-ul Deathstars anunța că Eric Bäckman (Cat Casino) va rămâne chitaristul formației.

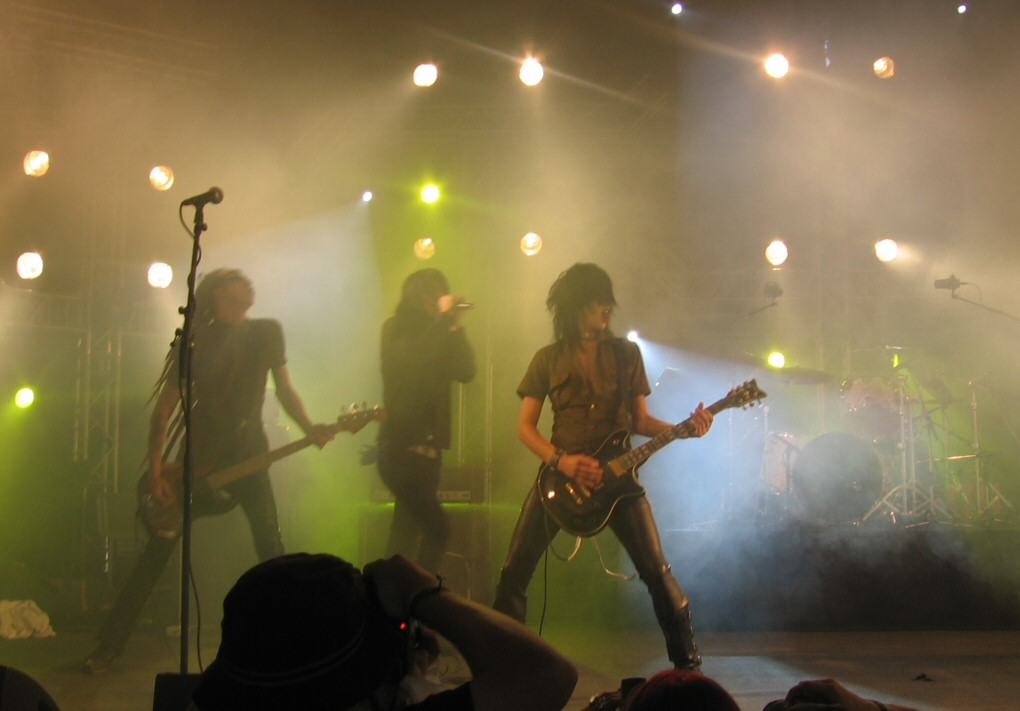
Deathstars la festivalul Tuska Open Air Metal în 2006

### Night Electric Night și evenimentele actuale (2007-prezent)
În septembrie 2007, pe site-ul Deathstars s-a anunțat că aceștia vor deschide seria de concerte prin Europa a formației Korn din ianuarie până în februarie 2008. Aceștia au avut proprile lor concerte până la deschiderea celor de la Korn. Mai târziu, s-a anunțat ca Bone W Machine nu va participa la concertele pentru Korn din motive personale. I-a luat locul Adrian Erlandsson, care era toboșarul celor de la Cradle of Filth. La următorul album, producătorul Deathstars și chitaristul Nightmare Industries au scris melodia Via The End, când a auzit despre sinuciderea fratelui său, Jon Nödtveidt. Pe 29 octombrie 2007, Deathstars au intrat în studiourile Metrosonic Recording din New York pentru a începe înregistrările la cel de-al treilea album. Mixurile au fost stabilite pentru ianuarie 2008 cu albumul programat pentru lansare în vara lui 2008. La un interviu din ianuarie 2008, Bergh a spus ca numele albumului va fi Deathglam, însă după ce Metallica au lansat albumul Death Magnetic, aceștia au schimbat numele albumului în Night Electric Night. De asemenea, în mai 2008, Nuclear Blast a lansat ultima versiune al celui de-al doilea album Termination Bliss, sub numele de „Termination Bliss Extended” conținând un CD și un DVD, care includea toate videoclipurile. A mai fost lansat încă un DVD sub numele de „Termination Bliss EXTENSION”. PE 7 noiembrie 2008, au anunțat pe pagina de MySpace melodiile celui mai nou album, cu data de lansare 30 ianuarie 2009, iar prima melodie, Death Dies Hard va fi difuzată în premieră pe Bandit Rock 106.3 în Stockhom. Deathstars semnează cu  Bieler Bros Records, iar Night Electric Night urmează să fie lansat în America pe 19 mai. Aceștia nu au organizat turnee prin America de Nord așa cum au spus, și nici măcar nu au stabilit niște date.

## Membrii

### Actuali
- Andreas „Whiplasher Bernadotte” Bergh (n. 2 mai 1977)
- Eric „Cat Casino” Bäckman (n. 24 mai 1988)
- Emil „Nightmare Industries” Nödtveidt (n. 11 noiembrie 1976)
- Jonas „Skinny Disco” Kangur (n. 25 iulie 1979)
- Ole „Bone W. Machine” Öhman (n. Octombrie 1973)

### Ocazionali
- Ann Ekberg
- Johanna Beckström
- Adrian Erlandsson

### Foști
- Erik „Beast X Electric” Halvorsen

## Discografie

### Albume
- Synthetic Generation (2002 în Europa și 2003 în America de Nord și Sud)
- Termination Bliss (2006)
- Night Electric Night (2009)
- The Perfect Cult (2014)

## Videoclipuri
- Synthetic Generation (2001)
- Syndrome (2002)
- Cyanide (2005)
- Blitzkrieg (2006)
- Virtue To Vice (2007)
- Death Dies Hard (2009)
- All The Devils Toys (2014)